# Сен Пол сир Мер
Сен Пол сир Мер (фр. Saint-Pol-sur-Mer) град је у Француској, у департману Север.
По подацима из 1999. године број становника у месту је био 23.337.

## Демографија
| 1962.  | 1968.  | 1975.  | 1982.  | 1990.  | 1999.  |
| ------ | ------ | ------ | ------ | ------ | ------ |
| 18.686 | 19.084 | 20.867 | 23.055 | 23.832 | 23.337 |